# نیزه‌ماهی مدیترانه
نیزه‌ماهی مدیترانه (نام علمی: Tetrapturus belone) نام یک گونه از سرده چهارباله‌ای‌ها است.